# Кайос-Перлас
Кайос-Перлас (ісп. Cayos Perlas) — група з 18 острівців і коралових рифів, розташованих на відстані 3-20 км від карибського узбережжя Нікарагуа, навпроти Перлинної лагуни (ісп. Laguna de Perlas), від якої група отримала свою назву. Адміністративно відносяться до Автономного Регіону Південної Атлантики. Кайос-Перлас вкриті тропічною рослинністю та мангровими заростями і оточені білими піщаними пляжами. Більшість островів безлюдні. Острова є важливим місцем гніздування черепах, зокрема черепахи Бісса (черепахи Хоксбілла).

## Природний заповідник
У 2010 році за ініціативи Товариства охорони дикої природи островам Кайос-Перлос був наданий статус природного заповідника, перш за все, щоб захистити місця гніздування черепах Бі́сса  (Eretmochelys imbricata, Chelonia imbricata), що перебуває під загрозою зникнення.